# Soles de Mexicali
A Soles de Mexicali (nevének jelentése: mexicali Napok) a mexikói Alsó-Kalifornia állam fővárosának, Mexicalinak a kosárlabdacsapata. Az együttes a legmagasabb osztályban, az LNBP-ben szerepel, ahol eddig története során négy bajnoki címet szerzett.

## Története
A Mexikó északi határán fekvő Tijuana és Mexicali a belső országrészektől viszonylag elszigetelt volt, ezért könnyen átvették az amerikai kultúra egyes elemeit, ennek köszönhető, hogy az Amerikai Egyesült Államok északi részén a 19. század végén feltalált kosárlabda, amely Kalifornia államban is hamar népszerűvé vált, gyorsan, valószínűleg az 1920-as években már átterjedt a mexikói határ túloldalára, Alsó-Kalifornia államba is. Mexicaliban a Cuauhtémoc, a Benito Juárez, a Leona Vicario, a Teniente Andrés Arreola és a Netzahualcóyotl iskolák, valamint a Juárez metodista templom pályáján is elkezdtek kosárlabdázni. A mexicali kosárlabda „aranykorának” az 1940-es és 1950-es éveket szokták tekinteni, többek között ekkor, 1957-ben avatták fel a Coloso Plateadónak („Ezüstös kolosszus”) is nevezett sportcsarnokot.
Az 1970-es években a Soles de Mexicali már létezett, de ekkor még csak félprofesszionális csapat volt. A mai, professzionális klubot 2005-ben hozták létre, és még ugyanebben az évben a legmagasabb szintű osztályban, az LNBP-ben kezdte meg szereplését. Első bajnoki címüket 2006-ban szerezték, majd a 2014–2015-ös szezonban ismét bajnokok lettek, ezúttal a döntőben a Pioneros de Quintana Roo csapatát felülmúlva. Újabb bajnoki címeket szereztek ezek után 2017–2018-ban és 2019–2020-ban is